# Layah (альбом)
LAYAH — дебютный одноименный студийный альбом украинской певицы LAYAH, ранее выступавшей под псевдонимом Ева Бушмина. Релиз альбома состоялся 26 сентября 2016 года. Саунд-продюсером и автором всех треков выступил Рожден Ануси.

## Об альбоме
«LAYAH» является первым альбомным релизом певицы, который был выпущен 26 сентября 2016 года. Пластинка состоит из 11 композиций, в том числе четырёх опубликованных ранее: «Как Вода», «Нельзя поменять», «Не преступление» и «Тени», запись альбома проходила в студии Istok. По словам саунд-продюсера и автора всех песен Рождена Ануси, альбом записан в духе музыки начала 2000-х: «Так как мы с Яной одного возраста я понял, что в этом времени был сформирован наш вкус в музыке, поэтому мы постарались внести дух хип-хопа, R&B и эмбиента», — говорит музыкант. Концертная премьера первого лонгплея LAYAH и обновленного образа исполнительницы состоялась 10 ноября в ночном клубе Киева «Bel’Etage».
В поддержку альбома, LAYAH отсняла видеоклип на песню «Невесомыми». Съемки прохошли в начале июня, в Испании, на берегу Средиземного моря. Над видео работала команда - режиссёр Таня Муиньо и оператор Никита Кузьменко. Премьера видеоклипа состоялась 29 сентября.

### Список композиций
Автор всех композиций - Рожден Ануси
| №   | Название          | Длительность |
| --- | ----------------- | ------------ |
| 1.  | «Intro»           | 1:24         |
| 2.  | «Оно самое»       | 3:12         |
| 3.  | «Со мной»         | 3:42         |
| 4.  | «Как вода»        | 4:24         |
| 5.  | «Skit1»           | 1:07         |
| 6.  | «Тени»            | 3:36         |
| 7.  | «Нельзя поменять» | 3:42         |
| 8.  | «Невесомыми»      | 3:59         |
| 9.  | «Skit2»           | 1:36         |
| 10. | «Преданы»         | 3:37         |
| 11. | «Не преступление» | 4:00         |

## Переиздание
Творческая лаборатория HitWonder презентовала 28 ноября 2016 года, в преддверии первого сольного концерта певицы, релиз переизданного дебютного альбома, в который были добавлены новые треки «Навсегда», «Дети неба», «Разрезай» и «Не прячься». В день выхода релиза певица устроила и премьеру нового клипа на песню «Преданы», автором слов и музыки в ней выступил друг певицы Рожден Ануси.
Live-презентация пластинки состоялась 1 декабря в ночном киевском клубе — «Bel’etage», среди гостей были бывшая коллега Альбина Джанабаева, клипмейкер Алан Бадоев и другие.

## Критика
Сергей Мудрик, обозреватель российского музыкального сайта «Звуки.ру», оценивает альбом как «приятную и многогранную пластинку с актуальным звуком и хорошими песнями».
В своей рецензии автор пишет, что с первых нот Intro с оглушающим трэп-битом, бросается в глаза отличие от эстрадных широт прежнего места творческой работы Яны, следующий же трек «Оно самое» - это модный минималистичный и жёсткий звук, вполне отвечающий передовым тенденциям лучших представителей новой украинской сцены. Так же Сергей отметил: «Как и многие артисты, что сейчас на слуху, Яна пытается переработать музыкальное наследие 90-х и скрестить его с современным звуком - есть ноты брейкбита и эйсид-джаза, трип-хопа и хаус-музыки, но есть и ориентиры на фанк и соул (например, сингл «Невесомыми»)». Проигрыш в треке «Как вода» и вовсе звучит как неявный оммаж проекту Onuka (даром, что последний появился спустя год после записи песни).
В итоге рецензент посчитал, что последним песням очевидно не хватает хитовой цепкости, несмотря на внимание к деталям и аранжировочную "вкусность". В этом, пожалуй, и есть главный недостаток пластинки: - «Её не хочется переключать, на ней боеспособный материал, но он, скажем так, не гипнотизирует и не заставляет тебя ставить пластинку на repeat снова и снова». Тем не менее, альбом достоин самого широкого внимания.

### Список композиций
Автор всех композиций - Рожден Ануси
| №   | Название          | Длительность |
| --- | ----------------- | ------------ |
| 1.  | «Intro»           | 1:24         |
| 2.  | «Оно самое»       | 3:12         |
| 3.  | «Со мной»         | 3:42         |
| 4.  | «Дети неба»       | 3:12         |
| 5.  | «Как вода»        | 4:24         |
| 6.  | «Разрезай»        | 3:51         |
| 7.  | «Тени»            | 3:36         |
| 8.  | «Нельзя поменять» | 3:42         |
| 9.  | «Навсегда»        | 3:52         |
| 10. | «Невесомыми»      | 3:59         |
| 11. | «Skit»            | 1:36         |
| 12. | «Преданы»         | 3:37         |
| 13. | «Не преступление» | 4:00         |
| 14. | «Не прячься»      | 3:07         |
| 15. | «Outro»           | 0:53         |